# أسوس زينفون سيلفي
هاتف أسوس زينفون سيلفي (بالإنجليزية: Asus Zenfone Selfie) هو إصدار من أجهزة أسوس، يأتي بكاميرا أمامية 13 ميجا بيكسل وبمقياس شاشة 5.5 بوصة وثنائي الشريحة ويدعم شبكات الجيل الرابع.